# Agabiformius minutus
Agabiformius minutus är en kräftdjursart som först beskrevs av Gustav Budde-Lund.  Agabiformius minutus ingår i släktet Agabiformius och familjen Porcellionidae. Inga underarter finns listade i Catalogue of Life.